# 2006年の映画/7月
- 1日
  - 美しい人（ アメリカ合衆国）
  - カーズ（ アメリカ合衆国/アニメ）
  - レイヤー・ケーキ（ イギリス）
  - ミュージック・クバーナ（ ドイツ）
  - ジョルジュ・バタイユ ママン（ フランス）
  - ダメジン（ 日本）
  - クール・ディメンション（ 日本）
  - アクション・グラフィティー（ 日本）
  - ドリフト2（ 日本）
- 8日
  - M:i:III（ アメリカ合衆国）
  - サイレントヒル（ アメリカ合衆国）
  - 2番目のキス（ アメリカ合衆国）
  - バタリアン4（ アメリカ合衆国）
  - リブ・フリーキー!ダイ・フリーキー!（ アメリカ合衆国/アニメ）
  - ローズ・イン・タイドランド（ イギリス・ カナダ）
  - 胡同のひまわり（ 中国）
  - 日掛け金融地獄伝 こまねずみ常次朗（ 日本）
  - ゆれる（ 日本）
  - あんにょん・サヨナラ（ 日本）
  - チーズとうじ虫（ 日本）
  - Fire! ファイアー（ 日本）
  - 人間の碑 〜九〇歳、いまも歩く〜（ 日本）
  - ブレイブ・ストーリー（ 日本/アニメ）
- 15日
  - 幸せのポートレート（ アメリカ合衆国）
  - ミッドナイトムービー（ カナダ）
  - ディセント（ イギリス）
  - ハイジ（ イギリス）
  - ジダン 神が愛した男（ フランス）
  - アルティメット（ フランス）
  - ブラウン夫人のひめごと（ フランス）
  - この胸のときめきを（ フランス）
  - 機械じかけの小児病棟（ スペイン）
  - 奇跡の夏（ 韓国）
  - ジャンプ！ボーイズ ( 台湾)
  - 全身と小指（ 日本）
  - colors　カラーズ（ 日本）
  - 日本沈没（ 日本）
  - ラブ★コン（ 日本）
  - 笑う大天使（ 日本）
  - 劇場版ポケットモンスターアドバンスジェネレーション ポケモンレンジャーと蒼海の王子 マナフィ（ 日本/アニメ）
  - それいけ!アンパンマン いのちの星のドーリィ（ 日本/アニメ）
  - 時をかける少女（ 日本/アニメ）
- 18日
  - 戦 IKUSA 第弐戦 二本松の虎 ( 日本)
- 22日
  - パイレーツ・オブ・カリビアン/デッドマンズ・チェスト（ アメリカ合衆国）
  - おさるのジョージ（ アメリカ合衆国）
  - トランスアメリカ（ アメリカ合衆国）
  - ダスト・トゥ・グローリー（ アメリカ合衆国）
  - 神の左手悪魔の右手（ 日本）
  - 恋する日曜日（ 日本）
  - 怪談新耳袋 ノブヒロさん（ 日本）
  - 蟻の兵隊（ 日本）
  - 冬の幽霊（ 日本）
  - ハチミツとクローバー（ 日本）
- 29日
  - ザ・フォッグ（ アメリカ合衆国）
  - ビースティ・ボーイズ 撮られっぱなし天国（ アメリカ合衆国）
  - 王と鳥（ フランス）
  - カクタス・ジャック ( メキシコ)
  - 男はソレを我慢できない（ 日本）
  - 夏音-Caonne（ 日本）
  - 早咲きの花（ 日本）
  - ゲド戦記（ 日本/アニメ）